# Растворная тяга

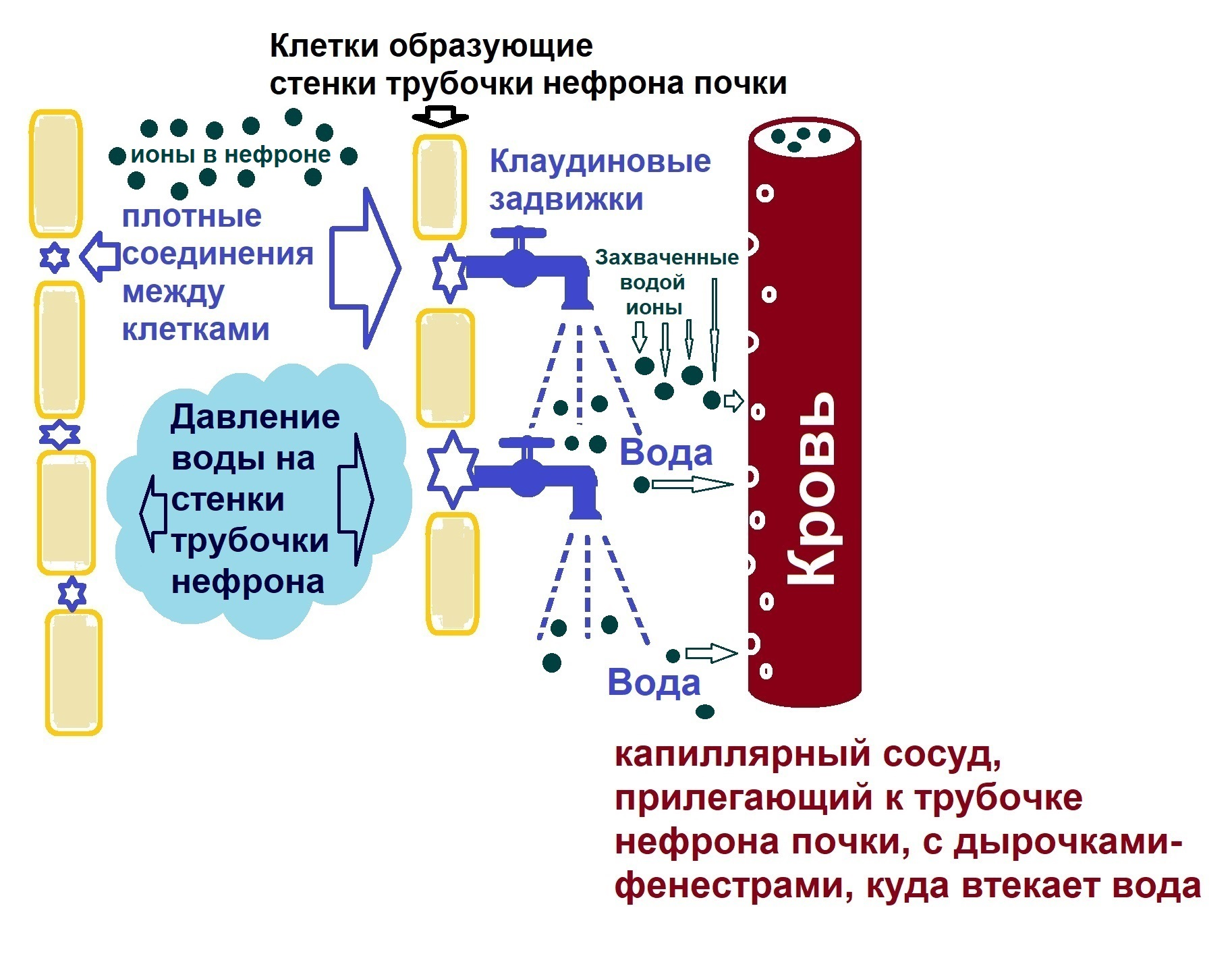
Растворная тяга в нефроне почки

Растворная тяга — движение жидкости из-за разницы в плотности. Названа так по аналогии с печной тягой, возникающей из-за разницы между самой низкой точкой (печкой, нагревающей газовую смесь продуктов сгорания) и самой высокой точкой (крышная печная труба, где газ выходит наружу).
Применяется для описания движения растворенных веществ (особенно натрия, хлорида и мочевины) в трубках нефрона почки и в кишечнике, где поглощается большее количество воды. С помощью растворной тяги вода становится дополнительным транспортным средством для перемещения ионов между сосудами и тканями.
В почках растворная тяга помогает перемещать растворенные вещества в первичной моче (клубочковом ультрафильтрате), которые транспортируются обратно из почечных канальцев потоком воды, а не конкретно ионными насосами или другими мембранными белками транспорта.
Относится к параклеточному пути веществ, при котором вещества перемещаются не трансцеллюлярно (сквозь клетку), а «втискиваются» между рядами клеток. Клетки удерживаются вместе с помощью комплекса белков, называемых плотными контактами. Находящиеся в плотных контактах белки-задвижки клаудины, окклюдины и JAM2 в нужный момент могут приоткрывать межклеточные щели.
Параклеточный транспорт относится к переносу веществ через клетки эпителия, проходя через пространство между клетками. Часть измерений сопротивления растворителя основана на использовании параклеточных маркеров (маннит, полиэтиленгликоль, инулин) — веществ, не абсорбирующихся внутриклеточно.
В кишечнике растворная тяга происходит в основном в тощей и двенадцатиперстной кишках, где расположение плотных контактов позволяет перемещать большие объёмы жидкостей.